# Toxeutes macleayi
Toxeutes macleayi är en skalbaggsart som först beskrevs av Francis Polkinghorne Pascoe 1864.  Toxeutes macleayi ingår i släktet Toxeutes och familjen långhorningar. Inga underarter finns listade i Catalogue of Life.